# 리반더 존슨
리반더 존슨(Leavander Johnson, 1969년 12월 24일 ~ 2005년 9월 22일)은 미국 뉴저지주 애틀랜틱 시티 출신의 권투 선수이며, 2005년 스테파노 조프를 꺾고 국제 복싱 연맹 챔피언을 차지했다.

## 생애
아마추어 시절 130경기 이상을 소화했으며, 1989년 프로 무대에 데뷔해 첫 22경기에서 무패를 달리며 명성을 얻었다. 이후 1994년 샴바 미첼을 꺾고 세계 복싱 평의회 라이트급 챔피언인 미겔 앙헬 곤살레스와 경기를 펼쳤으나, 자신의 프로 통산 첫 패배를 당하며 챔피언 차지에 실패했다. 그 뒤 1997년 세계 복싱 협회 라이트급 챔피언인 오르주베크 나자로프와 경기를 가졌으나 패배해 챔피언 등극에 실패했으며, 이후 6년여동안 무패가도를 달리다 마이클 클라크와의 경기에서 박치기를 해 실격 처리되었다. 그 뒤 2003년 하비에르 하우레기와의 국제 복싱 연맹 챔피언 경기에서 다시 한 번 패배해 챔피언에 등극하지 못했으나, 2005년 스테파노 조프를 꺾은 뒤 국제 복싱 연맹 챔피언을 차지했다.
2005년 9월 17일 헤수스 차베스와의 국제 복싱 연맹 챔피언 방어전 당시 난타를 당하며 11회 TKO패를 당했으며, 경기 후 라커룸에서 의식을 잃고 쓰러져 곧바로 인근 병원으로 옮겨진 뒤 경막하혈종 수술을 받았으나 9월 22일 사망했다.